# Thelaia grandiflora
Thelaia grandiflora là một loài thực vật có hoa trong họ Thạch nam. Loài này được (Radius) Alef. miêu tả khoa học đầu tiên năm 1856.